# Cex.io
CEX.IO — онлайн-сервис обмена цифровых валют, таких как биткойн, лайткойн, ethereum, с поддержкой фиатных валют, таких как доллар, фунт, евро и рубль. С 2013 года компания владела одним из самых крупных пулов майнинга биткойнов «GHash.IO» и предоставляла услуги облачного майнинга.
CEX.IO декларирует, что имеет офисы в Великобритании, США, Украине, Гибралтаре и на Кипре, хотя на официальном сайте указаны данные только по Великобритании.

## История
Компания CEX.IO была зарегистрирована в Великобритании в 2013 году. Стала известна как провайдер облачного майнинга и владелец пула «GHash.IO», который в 2014 году охватывал 42 % общей мощности майнинга биткойнов.
В 2014 году CEX.IO запустила сервис мгновенной покупки криптовалют с помощью банковских карт.
В 2015 году CEX.IO объявила о приостановлении услуг облачного майнинга из-за снижения цены биткойна.
В октябре 2016 года пул «GHash.IO» был закрыт, а CEX.IO продолжила функционировать как сервис облачного майнинга, а позже — обмена криптовалют, в том числе с выводом средств на банковские карты Visa и Мastercard.
В 2018 году CEX.IO была одним из основателей CryptoUK — саморегулируемой ассоциации участников рынка криптовалют Великобритании.

## Условия проведения операций
CEX.IO взимает комиссию за торговые операции по всем парам в размере 0,16 % — 0,25 %.
Комиссия зависит от суточного торгового оборота. При достижении высокого торгового оборота процент комиссии уменьшается.
Торговля доступна на сайте компании, с помощью мобильного приложения через API (REST, WebSocket, FIX).

## Юрисдикция и безопасность
CEX.IO зарегистрирована в 2013 году в Лондоне, Соединённое Королевство. Компания придерживается политики «Знай своего клиента», а также борьбы с отмыванием денег (AML), получила PCI DSS сертификат как доказательно соответствия стандартам безопасности данных индустрии платёжных карт.
На сайте доступна двухфакторная аутентификация с помощью звонков, СМС и Google Authenticator.